# Huang Mulan
Huang Mulan (9 de julho de 1906 – 7 de fevereiro de 2017) foi uma supercentenária e agente secreta do Partido Comunista da China (CPC).

## Início da carreira
Huang Mulan nasceu em Liuyang, Hunan e foi enviada para uma escola local de mulheres aos 12 anos. Aos 18 anos, ela escapou de um casamento arranjado e chegou a Hankou, Hubei, onde se juntou às campanhas das mulheres e um ano depois foi eleita presidente do departamento de mulheres da cidade.
Em 1927, a Primeira Frente Unida desmoronou e uma purga de comunistas relacionados com o partido começou. Seu marido, Wan Xiyan morreu em 1928, alguns meses depois do nascimento do filho do casal. Após a morte do marido, Huang enviou seu filho a seus sogros e começou a assumir as tarefas novamente.
Em 1930, Huang foi a pessoa que alertou a liderança comunista para a traição do secretário geral do partido e, graças a seu alarme, foram evitadas grandes perdas. Após sua atuação, Huang foi encarregada de revolucionários de resgate da prisão na década de 1930.

## Vida posterior
Huang Mulan foi presa duas vezes e passou 17 anos na prisão durante os anos turbulentos da China de 1950 a 1975. Após sua liberação, Huang manteve processos judiciais para limpar seu nome e, em 1980, suas conquistas foram confirmadas pelo CPC.
Ela foi casada quatro vezes e suas histórias foram capturadas em vários livros, filmes e séries de drama de TV. Sua autobiografia foi lançada em 2012.
Huang passou os últimos três anos no Hospital de Zhejiang, em Hangzhou, na China, vivendo sob uma identidade secreta.
Huang Mulan morreu em 7 de fevereiro de 2017 aos 110 anos.

## Ligações Externas
- Huang Mulan: 'Encyclopedia of CPC'
- Woman Hailed as 'Encyclopedia of CPC'
- The Autobiography of Huang Mulan